# モーリス・ガムラン
モーリス・ギュスターヴ・ガムラン（Maurice Gustave Gamelin, 1872年9月20日 - 1958年4月18日）は、フランスの陸軍軍人。陸軍上級大将。

## 概要

### 生い立ち
パリ7区出身。父は陸軍大将で国軍総統制官（国軍総監察官）。戦争省前のサン＝ジェルマン大通り262番地で育つ。パリ6区の私立コレージュ・スタニスラスを卒業した。

### 第一次世界大戦
1893年にサン・シール陸軍士官学校を卒業した後、少尉に任命され仏領北アフリカで任務に就き、参謀将校、戦術士官としても並外れた才能を示し順調に昇進、1913年には参謀の作戦局に入った。
第一次世界大戦では1914年にフランス軍総司令官ジョゼフ・ジョフル将軍の幕僚長を務め、マルヌ会戦第一次マルヌ会戦で活躍した。1918年のドイツの大攻勢ではドイツ軍の進撃を阻止した。

### 第一次世界大戦後
戦後の1919年から6年間ブラジル派遣隊の指揮官、1925年から1928年は在シリアのフランス軍司令官で植民地での反乱を鎮圧、1930年に陸軍参謀総長マキシム・ウェイガンの副官になった。翌1931年にはウェイガンが陸軍総司令官に就任し後任として陸軍参謀総長となり、1935年まで務めた。
当初はうまくいっていたが政治家と協調する姿勢から次第に対立するようになる。1938年にウェイガンが定年で退役したため後任として陸軍総司令官に就任すると同時に平時では国防副大臣、戦時においては全軍総司令官となる軍事評議会副議長になった。

### 第二次世界大戦
1939年に第二次世界大戦が勃発すると、西部戦線で連合軍総司令官として指揮を執ったが、開戦後、「まやかし戦争」の中にあった。ドイツを果敢に攻めるのをためらいマジノ線の要塞に待機して防戦しようとしたため、アルデンヌの森を突破してドイツ軍が侵入した西方大攻勢も対応できなかった。
さらにフランス軍が劣勢になると自分のことは棚に上げ、責任を現地の指揮官になすりつけ更迭するという無能ぶりが目立ち、時代遅れで電撃戦に対応できないことから1940年5月、フランス首相ポール・レノーによって解任される。後任はマキシム・ウェイガン。

### 逮捕
フランスの敗戦後の1940年10月、ヴィシー政権により逮捕された。敗戦の罪で告訴されたがリオンの裁判では黙秘を貫き、裁判は中止された。のち、ブーヘンヴァルト収容所で名誉囚人として拘束された。1943年にオーストリア・イッター城収容所に移送され、名誉囚人として思想の異なる著名人たちと過ごし回想録を書いていた。後にやってきたマキシム・ウェイガンとは罵り合った。

### 第二次世界大戦後
1945年5月、ヒトラー死後のドイツ陸軍とアメリカ陸軍の混合部隊が、ドイツの第17SS装甲擲弾兵師団と戦った有名なイッター城の戦いでは指揮をとり解放後、フランスに戻り全3巻の回想録を刊行した。1954年には続巻も刊行し1958年に死去した。享年85。